# Nomenclatura aberta
Nomenclatura aberta é um vocabulário de termos e sinais parcialmente informais em que um taxonomista pode expressar comentários sobre seu próprio material. Isso contrasta com as listas de sinonímia, nas quais um taxonomista pode expressar comentários sobre o trabalho de outros. Comumente tais observações assumem a forma de expressões taxonômicas abreviadas na classificação biológica. :223

## Uso de nomenclatura aberta
Não há convenções estritas na nomenclatura aberta sobre quais expressões usar ou onde colocá-las no nome latino de uma espécie ou outro táxon, e isso pode levar a dificuldades de interpretação. No entanto, as questões não resolvidas mais significativas dizem respeito à maneira como seus significados devem ser interpretados. O Código Internacional de Nomenclatura Zoológica (CINZ) não faz referência à nomenclatura aberta, deixando seu uso e significado abertos para interpretação por taxonomistas.:223
A seguir, exemplos de taquigrafia comumente usada na nomenclatura aberta:
- Esp. (pl. spp.; abreviação de "espécies") indica espécies potencialmente novas sem comentar sobre sua possível afinidade. Isso sugere que a identificação ainda não foi concluída ou que as evidências e materiais atualmente disponíveis são insuficientes para alocar os espécimes aos taxa conhecidos relevantes ou, alternativamente, que o espécime ainda não pode ser atribuído a um novo táxon próprio com confiança suficiente.
- Esp. aff. ou af. (abreviação de "espécies affinis") indica que uma espécie potencialmente nova e não descrita tem afinidade, mas não é idêntica à espécie nomeada.
- Cf. (abreviação do latim confer, "comparar com") ou um ponto de interrogação (?, também inc., espécie incerta) significa vários graus ou tipos de incerteza e pode ser usado de forma diferente dependendo do autor. No uso mais recente, "cf." indica maior incerteza do que um ponto de interrogação.[2] :223–224
- V. (abreviação do latim vidimus, que significa "nós vimos") significa que o autor inspecionou os espécimes originais e está baseando suas declarações em experiências de primeira mão. Às vezes, o oposto é expresso como "non v." (non vidimus), significando que o original nunca foi observado, como é o caso de muitos tipos de esporos de fungos, por exemplo.